# نملة الأرجنتين
نَمْلُ الأَرْجَنْتِينِ أو النمل الأرجنتيني (Linepithema humile) هو نوع من النمل الغُدِّي (Dolichoderinae). يرجع أصل هذا النوع إلى أمريكا الجنوبية، وهو حاليا منتشر في مناطق شاسعة على جميع القارات، وذلك بسبب نقله من طرف الإنسان عن غير قصد.

## الصفات
نملة صغيرة القد، دقيقة الجسم، تطول نحو 3 مم. ثوبها إلى السمرة الحنطية. صدرها وجرامزها أقل سمرة من رأسها وبطنها. النملة الكاملة الشق، المجنحة، تطول نحو 6 مم. تقيم زباهافي أي صدع أن كان داخل المنازل أم خارجها. جراثيمها كبيرة. عدادها بعد ثلاث سنوات. عاملاتها شديدة النشط. سريعة الحركة، تسطو على معظم أنواع التمول. صغر قدها يمكنها من ولوج جميع الأماكن لذلك فنهابها لا حد له لأنه يشمل جميع المواد الغذائية وأخصها اللحوم والمواد السكرية. يقال أنها أنتقلت من الأرجنتين إلى بعض موانئ أوروبا منذ ثلاثة أجيال. وانتقلت من أوروبا إلى موانئ الشرق الأوسط بنفس الطريقة. وهي الآن من حشرات سواحل حوض البحر الأبيض المتوسط.